# Varssel

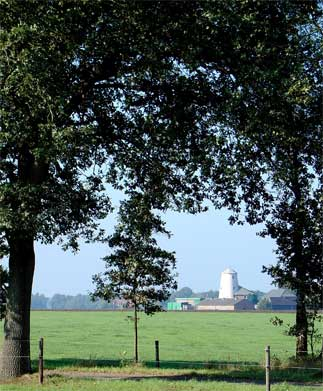
localité des Pays-Bas

Varssel est une localité des Pays-Bas qui fait partie de la région d’Achterhoek, commune de Bronckhorst.